# ISO 3166-2:AG
ISO 3166-2:AG è uno standard ISO che definisce i codici geografici di Antigua e Barbuda ed è un sottogruppo del codice ISO 3166-2.
Tali codici sono stati assegnati alle sei parrocchie e alle due dipendenze di Barbuda e di Redonda; sono formati dalla sigla AG-, seguita da un codice numerico a due cifre.

## Codici
| Codice | Parrocchia   |
| ------ | ------------ |
| AG-03  | Saint George |
| AG-04  | Saint John   |
| AG-05  | Saint Mary   |
| AG-06  | Saint Paul   |
| AG-07  | Saint Peter  |
| AG-08  | Saint Philip |
| AG-10  | Barbuda      |
| AG-11  | Redonda      |